# Centro Internacional de Ferias y Convenciones
El Centro Internacional de Ferias y Convenciones (CIFCO) fue un recinto multiusos de la ciudad de San Salvador, El Salvador. Sus instalaciones están localizadas en la 
Colonia San Benito, a 5 kilómetros del centro de la capital Salvadoreña, en una zona residencial con excelentes facilidades de transporte, fácil acceso a hoteles de primera clase.  Está afiliada a la Unión de Ferias Internacionales (UFI) y la Asociación de Ferias Internacionales de América (AFIDA), lo cual le da una categoría relevante. Desde el año 2020 es el Hospital El Salvador. Fue considerado uno de los centros de convenciones más grandes de Centroamérica.

## Historia
La historia de creación de la Feria se inicia el 12 de enero de 1965, cuando fue enviado por el Poder Ejecutivo a la Asamblea Legislativa, un documento que identifica el origen del recinto. El documento establecía que con instrucciones del Presidente de la República, los mencionados Ministros se permiten someter a la consideración de la Asamblea Legislativa, el proyecto de Decreto Legislativo por el cual se emitió la Ley del Comité la Feria Internacional de El Salvador.
La Asamblea Legislativa estudió y aprobó el proyecto que se convirtió en Ley de la República mediante Decreto Legislativo n.º 194, del 8 de febrero de 1965, publicado en el Diario Oficial n.º 36, Tomo n.º 206, del 22 de febrero de 1965, el cual contiene la Ley del Comité Ejecutivo de la Feria Internacional de El Salvador. Este cuerpo legal fue firmado por el Presidente del Poder Legislativo de aquel entonces, Dr. Francisco José Guerrero. El Presidente de la República, por su parte, divulgó la Ley el 12 de febrero de 1965, con la que inició la construcción del recinto más importante del país en materia de convenciones y eventos nacionales e internacionales. Pero dicha normativa fue derogada por el Decreto Legislativo n.º 220, del 19 de enero de 2007, publicado en el Diario Oficial n.º 31, Tomo n.º 374, del 15 de febrero de 2007, el cual contiene la Ley del Centro Internacional de Ferias y Convenciones de El Salvador.
El 21 de junio de 2020, el CIFCO dejó de ser un centro de ferias y convenciones para convertirse en el hospital más grande de Latinoamérica, en el marco de la Pandemia por el COVID19. En el lugar ahora funciona el Hospital El Salvador, el cual es un nosocomio exclusivo para tratar a pacientes contagiados con el nuevo coronavirus SARS-CoV-2. Ese mismo día, el Presidente de El Salvador, Nayib Bukele, anunció que su administración construirá un nuevo CIFCO en otro sector de área metropolitana de San Salvador.
Con la finalidad de erigir una nueva sede para el CIFCO, la Asamblea Legislativa, a iniciativa del gobierno del presidente Nayib Bukele, autorizó al Estado a transferir una porción de la Finca El Espino al CIFCO para tal objetivo, mediante Decreto Legislativo No. 361, del 16 de julio de 2025, publicado en el Diario Oficial No. 135, Tomo No. 448, del 21 de julio de 2025.

## Anfiteatro
El Anfiteatro del CIFCO fue una de las instalaciones para espectáculos más importantes de El Salvador, en él se desarrollaron conciertos de artistas nacionales e internacionales. Cuenta con una capacidad, en la parte baja, de 2.000 sillas holgadas y, en la parte superior, con una capacidad para 9.500 personas. Su capacidad máxima es de 15.000 personas. Además, cuenta con un parqueo para más de 800 vehículos.

### Conciertos celebrados en Anfiteatro
Durante su historia el Centro Internacional de Ferias y Convenciones, por medio del Anfiteatro de la Feria Internacional, acogieron grandes eventos musicales, entre los más notorios se pueden mencionar:
- Siempre en Domingo,
- Selena
- Carlos Santana͵
- Within Temptation͵
- America,
- Electric Light Orchestra,
- The Alan Parsons Project,
- Gustavo Cerati,
- Ricky Martin,
- Alejandro Fernández
- Sin Bandera,
- Ricardo Arjona,
- Belanova,
- Paulina Rubio,
- Franco De Vita,
- Alejandra Guzmán,
- La Unión,
- Ricardo Montaner,
- Julieta Venegas,
- Panda,
- Megadeth,
- Helloween,
- Sepultura,
- José José,
- Rojo,
- Enanitos Verdes,
- Chino y Nacho,
- Mago de oz,
- Pandora,
- Yuri,
- Reik,
- Il Volo,
- Carlos Vives,
- Marco Antonio Solís,
- CNCO,
- Miramar
- entre otros.

Otros eventos:
- XVIII Cumbre Iberoamericana El Salvador 2008
- Teletón El Salvador
- Nuestra Belleza El Salvador
- Feria Consuma
- AgroExpo
- Toma de Posesión del Presidente de la República
- Asambleas de los Testigos de Jehová
- 200 Años Maristas

## Objetivos
- Apoyar a través de las Ferias, Exposiciones y Congresos el intercambio Tecnológico, Comercial e Industrial en el área Nacional e Internacional.

- Abastecer el apoyo a la Institución enmarcado en el uso racional de los recursos.

- Planear y Organizar la participación de expositores del sector Comercial, Industrial y Turístico para Eventos masivos.

- Planificar y Establecer la participación de expositores de sectores específicos

- Brindar seguridad y comodidad a visitantes y expositores.

- Promover la imagen de la Institución y de El Salvador a nivel Nacional e Internacional.

## Remodelación
A partir del año 2003 y hasta el 2010, el Centro de Convenciones ha entrado en una remodelación total, que consiste en el arreglo de cinco pabellones y la reestructuración del sistema de drenajes, que ya está concluido. Además se trabaja en la climatización del Pabellón Centroamericano de 10,000 m², la remodelación de cinco pabellones más, y se iniciará la construcción de un coliseo-arena. También se contempla la construcción de un parqueo subterráneo de tres niveles para 3.500 vehículos, además de hoteles al interior del centro, sus instalaciones fueron modificadas para crear un hospital provisional que luego se anunció será permanente y cambiara sus instalaciones a otro lugar.